# Rohrbach (Buttenbach)
Pour les articles homonymes, voir Rohrbach.
Le Rohrbach est un ruisseau qui coule dans le pays de Bitche en Moselle. C'est un affluent du Buttenbach et donc un sous-affluent du Rhin.
Le Rohrbach donne son nom à la commune de Rohrbach-lès-Bitche dans laquelle il prend sa source.

## Géographie
Le Rohrbach prend sa source au nord de la commune de Rohrbach-lès-Bitche, au pied du Zinnberg. Il coule vers le sud et traverse tout d'abord le village en son centre. C'est au niveau du moulin dit Mathis Muehle qu'il entre dans la commune de Bining. C'est aussi à ce niveau que se trouve la station d'épuration de Rohrbach-Bining, dont les eaux usées polluent régulièrement le ruisseau. Le ruisseau arrive ensuite dans l'annexe du Felsenhof, puis dans celle du Unterste Muehle. Il entre ensuite dans la forêt du Kusterwald pour finalement déboucher dans la vallée de Montbronn. C'est tout près de l'annexe Metschbruck qu'il rejoint le Muenzbach, avec lequel il forme le Petersbach,.

## Communes traversées
- Rohrbach-lès-Bitche
- Bining
- Montbronn[2],[3],[4]